# Phymaspermum athanasioides
Phymaspermum athanasioides es una especie de planta floral del género Phymaspermum, tribu Anthemideae, familia Asteraceae. Fue descrita científicamente por (S.Moore) Källersjö.
Se distribuye por las provincias del Norte, provincia de KwaZulu-Natal, Suazilandia y Zimbabue.